# Piezochaerus
Piezochaerus (лат.) — род усачей трибы Acanthocinini из подсемейства ламиин.

## Описание
Коренастые жуки с булавовидными бёдрам. От близких групп отличается следующими признаками: тело дорсо-вентрально уплощённое; надкрылья без центрально-базального гребня или киля; стороны переднегруди расходятся от переднего края к боковым антебазальным шипам; средняя голень бороздчатая в апикальной трети; бёдра и голени удлинённые; передние бёдра более вздутые; средние бёдра суббулавовидные, а задние голени более линейные.

## Классификация и распространение
Включает 4 вида. Встречаются, в том числе, в Северной и Южной Америке.
- Piezochaerus bondari Melzer, 1932
- Piezochaerus marcelae Mermudes, 2008
- Piezochaerus melzeri Mermudes, 2008
- Piezochaerus monnei Mermudes, 2008